# Азизов, Ариф Мохубали оглы
Ариф Мохубали оглы Азизов (азерб. Arif Möhübəli oğlu Əzizov) род. 3 января 1943, Баку) ― азербайджанский художник, является одним из всемирно известных современных художников Азербайджана, а также послом мира своей страны и профессором Азербайджанского государственного университета искусства и культуры. Народный художник Азербайджана (2018).

## Биография
Ариф Азиз родился 3 января 1943 года в Баку, Азербайджанская ССР. 
В 1962 году окончил Азербайджанский государственный институт культуры и искусства. Затем пять лет изучал графический дизайн в Москве. С начала 1970-х преподает изобразительное искусство в художественных школах страны. В 2005 году занял кафедру живописи в Бейкентском университете в Стамбуле (Турция), которую занимал до 2007 года. После этого он стал деканом Азербайджанского государственного университета культуры и искусства.

## Творчество
В начале своего творчества Ариф Азизов должен был следовать учению социалистического реализма, который требовал, чтобы он рисовал прославленные изображения коммунистических ценностей. Несмотря на это ограничение, он нашел способ обойти ограничения советских времен и нарисовал достопримечательности, города и пейзажи своей родины в стиле фигуративного искусства. В своем искусстве Азизов также сочетает человеческое лицо с традиционными орнаментами своей родины, а также с впечатлениями, собранными во время путешествий в Африку, Москву, Париж, Турцию и Индию.
Считается, что Азизов помог сформировать школу абстракционизма, которая повлияла на многих молодых азербайджанских художников.

## Выставки

### Публичные коллекции
Произведения Арифа Азиза находятся в следующих сборниках:
- Азербайджанский Музей Ковра в Баку
- Бакинский музей современного искусства
- Московский музей современного искусства
- Государственный художественный музей Сенегала в Дакаре

### Избранные выставки
Ниже представлены избранные экспонаты, на которых работы Азиза выставлялись либо как персональные работы, либо как часть основной групповой выставки. [5]
- персональная выставка: Spirituelle Komposition, Kunsthalle Dresden 2015
- персональная выставка: Dance of Spirit, Galerie Michael Schultz, Берлин 2015 [6]
- персональная выставка: Danamik und Symbolik, Kunsthalle Messmer, Riegel (Германия) 2015
- групповая выставка: Yeni Era, 11, Выставка Мировой Академии Художеств, Бакинский Музей Современного Искусства 2014
- персональная выставка: Галерея РТР, Париж, 2013 [7] [8]
- групповая выставка: ЦДХ, Москва 2011 [9]
- групповая выставка: Дни Турции в Азербайджане, Баку 2008

## Награды
- Орден «Слава» (9 января 2018 года) — за заслуги в развитии азербайджанского изобразительного искусства[5].
- Орден «Знак Почёта» (1986 год).
- Народный художник Азербайджана (27 мая 2018 года) — за заслуги в развитии азербайджанской культуры[6].
- Заслуженный деятель искусств Азербайджана (4 марта 1992 года) — за заслуги в развитии азербайджанского изобразительного искусства[7].
- Почётный диплом Президента Азербайджанской Республики (13 декабря 2023 года) — за заслуги в развитии образования в Азербайджане[8].
- Премия Ленинского комсомола Азербайджанской ССР.
- Золотая медаль «Roses of the world» (2018 год)[9].